# Куру-Чу
Куру-Чу, также известна как Куру и Лхобрак (в Китае) — река, протекающая по территории Китая и Бутана.
Куру-Чу берёт исток в горах Тибетского автономного района на высоте около 4700 метров над уровнем моря. Сначала течёт с запада на восток, потом поворачивает на юг. Протекая по территории Бутана почти на всё своём протяжении образует живописные долины, окружённые крутыми холмами. В среднем течении река протекает мимо города Лхунце и стоящего рядом с ним монастыря-крепости Лхунце-дзонг. Устьем является впадение Куру-Чу в реку Манас.
Несмотря на сильное течение, на некоторых отрезках реки разрешено заниматься каякингом и рафтингом: официальны два участка по 14 и 20 километров для каякинга и один участок в 10 километров для каякинга и рафтинга. В 2001 году на реке была построена гидроэлектростанция высотой 55 метров и мощностью 60 мегаватт.